# Lechria argyrospila
Lechria argyrospila är en tvåvingeart som beskrevs av Alexander 1957. Lechria argyrospila ingår i släktet Lechria och familjen småharkrankar. Inga underarter finns listade i Catalogue of Life.